# Institut de Salut Global de Barcelona
L'Institut de Salut Global de Barcelona (ISGlobal) és un centre de recerca mèdica situat al carrer del Rosselló, 132, davant de l'Hospital Clínic.

## Història
Va ser creat oficialment l'any 2010 sota l'impuls de la Fundació la Caixa, el Govern d'Espanya, la Generalitat de Catalunya i la Fundació Ramón Areces, amb l'objectiu de millorar la salut comunitària i promoure-hi l'equitat. En el seu patronat figuren, a més, l'Hospital Clínic, el Parc de Salut MAR, la Universitat de Barcelona, la Universitat Pompeu Fabra i l'Ajuntament de Barcelona.
El 2013, i amb el suport de la Generalitat de Catalunya a través del Programa SUMA d'Integració de Centres CERCA, s'inicià un procés d'aliança estratègica entre CRESIB, CREAL i ISGlobal, i el maig de 2015 es formalitzà la integració del que fins llavors era el seu centre de recerca, CRESIB, culminant un any més tard, el juny de 2016.